# Ivvi Romão
Ivvi Romão (Maceió, estado de Alagoas) é uma bailarina, empresária, atriz, ativista trans e modelo brasileira. Aos 13 anos, começou a estudar ballet e integrou várias escolas de dança de renome internacional como Escola de Ballet Eliana Cavalcanti (Maceió, Brasil), a Escola do Teatro Bolshoi (Joinville, Brasil), a Cia Paulista de Dança Adriana Assaf (São Paulo, Brasil) e a London Russian Ballet School (Londres, Reino Unido). 
Estabeleceu-se em Portugal em 2017, onde tem trabalhado como modelo e usado a sua influência e criatividade na organização de eventos de advocacia pelos direitos da comunidade LGBTQIA+ e da comunidade imigrante.

## Biografia
Nascida na cidade de Maceió, Alagoas, Ivvi Romão reside atualmente em Lisboa. Começou a sua carreira na área do bailado, aos 13 anos, na Escola de Ballet Eliana Cavalcanti, a primeira escola de ballet de Alagoas. Aos 14 anos, foi aceite na Escola de Teatro Bolshoi em Joinville, no Brasil, através duma bolsa de estudos  , até ir para São Paulo, onde foi estagiária na Cia Paulista de Dança Adriana Assaf.
Deu os primeiros passos como modelo no Brasil, em colaboração com a estilista Giulia Colferai . De seguida, muda-se para Dublin, Irlanda, no contexto dum intercâmbio de línguas, tendo depois morado em Londres, onde dançou na London Russian Ballet School. 
Ivv reside em Lisboa desde 2017, onde trabalha enquanto modelo, produtora, empresária, bailarina, atriz, e também ativista LGBTQIA+. Enquanto modelo, destaca-se o seu trabalho com as agências Allure Models e Central Models,  tendo sido publicada pelas revistas Vogue Portugal, Máxima, entre outras publicações internacionais. Desfilou também na Semana da Moda de Madrid. Em 2023, participa enquanto atriz na peça As Três Irmãs, no Teatro Nacional D. Maria II, uma adaptação de Anton Tchekhov, trazida por Tita Maravilha, uma obra que venceu a Bolsa Amélia Rey Colaço.

## Prémios e reconhecimentos
- Bolsa de estudos na Escola de Teatro Bolshoi[4]
- Prémio Arco-íris, Associação ILGA (2021-2022)[8][9]